# Les mestres rosses
Carme Olivet i Pujolà (Barcelona, 1890 - 26 de gener de 1965) i Francisca Olivet i Pujolà (Barcelona, 1890 - 15 de febrer de 1950) van ser dues germanes professores, conegudes com Les mestres Rosses, que el 1930 van obrir el Colegio Olivet a Santa Coloma de Gramenet.
Nascudes al barri de Gràcia de Barcelona, Francisca va obtenir el títol de mestra i Carme el de l'Escola d'Arts i Oficis de la Llotja. El 8 de març de 1930 van obrir una escola al número 28 del carrer del Padró, que arribaria a tenir uns 50 alumnes, majoritàriament noies.
Francisca dirigia el centre i feia la majoria de les assignatures, Carme feia els ensenyaments artístics de dibuix i Carmen Sucre ensenyava música. Si bé l'ensenyament era en castellà, també ensenyaven català.
Els alumnes procedien bàsicament de famílies pageses, amb les que eren més comprensives que altres centres amb els alumnes que arribaven tard i acceptaven el pagament de la mensualitat amb productes del camp.
La tasca de l'escola va prosseguir durant la guerra civil, però en acabar la Falange va confiscar-los un pis per fer reunions. Amb la postguerra diversos alumnes van deixar d'anar a escola per la impossibilitat d'afrontar el cost de l'escolarització. El 1950 Francisca va morir i Carme va contractar una mestra per suplir-la.
El 1983 el grup de Dones de Santa Coloma de Gramenet les van homenatjar en les jornades de la Dona. El 1997 es va col·locar una placa de reconeixement a la sala infantil de la biblioteca Central.